# Dracma (álbum)
Dracma es el álbum debut de la banda nu metal chilena Dracma. El disco fue nominado en el premio Altazor-SCD 2000, en la categoría “Disco de Rock del año” y reeditado en el año 2001.

## Canciones
1. «Hijo de Puta» - 5:01
2. «Sangre Fría» - 3:00
3. «Como un Animal» - 3:47
4. «El Placer del Dragón» - 6:05
5. «Pobre Decepción» - 5:04
6. «Verte Morir» - 3:34
7. «Sacramento» - 4:42
8. «Todo lo que Puedo Hacer» - 4:01
9. «No es un Juego» - 4:39
10. «Chilenada» - 4:31
11. «No Me Encontrarás» - 4:48
12. «Verte Caer» - 6:01
13. «Destruyes» - 3:38

## Créditos
- Felipe Foncea - voz y teclados
- Polo Vargas - voz
- Gamal Eltit - guitarra
- Leo Araya - bajo
- Cote Foncea - batería